# اکرار
اکرار (به لاتین: Akrar) یک منطقهٔ مسکونی در جزایر فارو است که در جزایر فارو واقع شده‌است.

## خصوصیات
اکرار ۲۱ نفر جمعیت دارد.